# Onthophagus doitungensis
Onthophagus doitungensis là một loài bọ cánh cứng trong họ Bọ hung (Scarabaeidae).